# Ievhènia Bosch
Ievhènia Bosch   (Adjigiol, 22 d'agost de 1879 (Julià) - Moscou, 5 de gener de 1925) (ucraïnès: Євгенія Богданівна (Готлібівна) Бош, Ievhènia Bohdànivna (Hòtlibivna) Bosch; rus: Евге́ния Богда́новна (Го́тлибовна) Бош) (Ievguénia Bogdànovna (Gótlibovna) Bosch), transcripcions habituals Evgenia Bosh, Evgenia Bogtdanovna Bosch o Evheniya Bohdanivna Bosch [el seu patronímic rus (Bogdànovna - "Do de Déu") no és traduït directament del seu patronímic alemany russificat (Gotlibovna - "amor de Déu") fou una activista, política, agitadora i propagandista bolxevic d'ascendència alemanya. Membre del POSDR des de l'any 1901, Secretària del Poble d'Afers Interns de la República Popular d'Ucraïna dels Soviets (1917 - 1918), i lluitadora activa per a l'establiment del poder soviètic a Ucraïna del 1917 al 1921. Fou la sogra de Iuri Kotsiubinski.
Ievhènia Bosch és considerada, de vegades, la primera dona moderna líder d'un govern nacional, en haver estat ministra de l'Interior i, en un moment, líder interina del govern provisional soviètic d'Ucraïna el 1917. Per aquest motiu també és considerada la primera primera ministra de l'Ucraïna independent, però ha estat històricament poc coneguda i poc o gens reconeguda, pel que se suposa que ha estat una deliberada supressió històrica del govern d'Stalin a causa de la seva simpatia amb l'oposició.

## Biografia

### Primers anys
Oficialment, Bosch va néixer a Otxàkiv, ciutat situada a la llavors gubèrnia de Kherson de l'Imperi Rus (actual província de Mikolaiv a Ucraïna), però algunes fonts contenen altra informació: el llogaret d'Adrahioli (Adjihol), a l'uiezd d'Odessa, en la mateixa gubèrnia. Bosch va néixer en el si d'una família de colons alemanys. El seu pare fou el mecànic i terratinent Gotlieb Meisch i la seva mare la noble de Bessaràbia Maria Krusser. Ievhènia Bosch fou la cinquena i última filla de la família. Poc després de la mort de Gotlieb Meisch, Maria Krusser es va casar amb el germà del seu marit, Theodore Meisch. Durant tres anys, Ievhènia va assistir al gymnasium femení de Voznessensk i posteriorment, per les seves condicions de salut, va treballar per al seu padrastre com a secretària. El seu germà gran Oleksi la va familiaritzar amb el seu amic Piotr Bosch, que era propietari d'una petita botiga de carruatges. Als setze anys, Ievhènia es va casar amb Bosch i posteriorment va donar a llum a dues filles.

### Primers anys de militància
El 1901, als vint-i-anys, es va convertir en membre del Partit Obrer Socialdemòcrata Rus (POSDR) i després del II Congrés, va formar part dels bolxevics. Va intentar formar-se de forma autodidacta mentre criava les seves dues filles. El 1907 es va divorciar del seu marit i es va traslladar a Kíev on va viure a Vulítsia Velika Pidvalna, 25 (actualment Vulítsia Iaroslàviv Val). A Kíev va establir contacte amb la facció bolxevic local i amb la seva cosina més jove, Ielena Rozmiróvitx (futura esposa de Nikolai Krilenko) va dur a terme activitats revolucionàries clandestines. El 1911, Bosch era secretària del Comitè de Kíev del POSDR (bolxevic) intercanviant cartes amb Vladímir Lenin i Nadejda Krúpskaia. A l'abril de 1912 va ser detinguda i empresonada en una de les presons de Iekaterinoslav. Allà, la seva salut va empitjorar, ja que patia una malaltia cardíaca congènita i una malaltia pulmonar. El tribunal de Kíev la va condemnar a la deportació de per vida en Sibèria, on va patir tuberculosi.
No obstant això, el destí li va ser propici, ja que al costat d'altres bolxevics condemnats (com Gueorgui Piatakov) va aconseguir escapar del vólost de Katxuga, a l'uiezd de l'alt Lena (gubèrnia d'Irkutsk), primer a Vladivostok, i després, amb una breu estada al Japó, als Estats Units. Més tard, Bosch es va traslladar a Suïssa, on va prendre part en la Conferència de Berna. Allà, al costat de Piatakov, va establir l'anomenat grup Baugy  (Baugy és un suburbi de Lausana), que incloïa, entre d'altres, a Nikolai Bukharin, com a oposició interna a Lenin pel que fa a la qüestió nacional. El seu diari Veu socialdemòcrata ", argumentava
| « | Creiem que el desenvolupament de les forces productives i el poder social del proletariat no han arribat al nivell en què la classe obrera podria dur a terme la revolució socialista. | » |

Després d'aquest període, durant algun temps va residir al costat de Piatakov a Estocolm i Kristiania (l'actual Oslo). Després de la Revolució de Febrer de 1917 va tornar a Rússia per organitzar una oposició a l'estratègia de Lenin, que consistia a reclamar tot el poder per als soviets i enderrocar el Govern Provisional. Però després de la conferència del POSDR (bolxevic) a l'abril, va donar suport a aquesta estratègia. Va ser elegida presidenta d'un comitè del partit en un ókrug (districte) i després en una óblast, a la Gubèrnia de Kíev. La seva reconciliació amb Lenin li costaria el divorci.
El 1918 fou presidenta del comitè del partit a la gubèrnia de Penza durant l'anomenada Ordre de la Forca de Lenin davant la rebel·lió dels kulaks ocorreguda en aquest territori.

### Declaració de l'Ucraïna soviètica
Bosch va tenir un paper decisiu en l'organització del Primer Congrés dels Soviets d'Ucraïna (11-12 de desembre de 1917, Khàrkiv). En aquest Congrés, es va proclamar que la República Popular d'Ucraïna era la República Popular d'Ucraïna dels Sovietsa, i també es va declarar la seva pertinença a una federació amb la Rússia soviètica. El Congrés també va denunciar la Tsentralna Rada, així com les seves lleis i instruccions. Els decrets del Consell de Petrograd dels Comissaris del Poble es van estendre a Ucraïna i es va declarar una aliança oficial amb l'Exèrcit Roig de Rússia.
Va ser persuadida de donar suport a la direcció de Lenin pels bolxevics i, el 1917, es va dirigir a Rússia i es va convertir en una agitadora popular que motivava les tropes de la frontera sud-occidental d'Ucraïna a donar suport als bolxevics. Al març, va dirigir una unitat de l'exèrcit a Kíev a mesura que els revolucionaris lluitaven contra el Govern Provisional que s'havia instal·lat a Rússia després de la caiguda dels Romànov. Bosch es va convertir en ministra de l'Interior quan els rojos es van fer amb el govern el gener de 1918. Com a primera Ministra de l'Interior soviètic d'Ucraïna i cap de la Policia Secreta, Ievhènia Bosch va ser l'encarregada d'assumir la càrrega directa de la lluita soviètica contra la contrarevolució dels propietaris i terratinents burgesos.

### Oposició al Tractat de Brest-Litovsk
Al març, Bosch es va indignar quan els soviètics van signar el Tractat de Brest-Litovsk amb Alemanya, que va donar el control de territoris a l'oest d'Ucraïna a Alemanya. Bosch va renunciar al seu càrrec governamental en protesta i va deixar Rússia per Ucraïna, per anar lluitar contra l'avanç alemany a Ucraïna. Va ingressar a l'exèrcit roig Antonov-Ovseenko amb Pyatakov i la seva filla Maria. No obstant això, va emmalaltir de tuberculosi i cardiopatia, i després de diversos mesos de recuperació, va deixar Ucraïna per tornar Rússia, on va ocupar càrrecs administratius polítics i militars durant els següents anys a mesura que la guerra civil continuava.
Després de l'agreujament de la situació al Front Sud el Comitè Central del Partit Comunista la va destinar al sud de Rússia. a. Va dirigir el departament polític del Consell Militar Revolucionari del Front Caspicaucàsic. Fou delegada pels comunistes d'Astracan al 8è del Congrés del Partit Comunista. Després va treballar en el Consell de Defensa de la República Socialista Soviètica de Lituània i Belarús, així com plenipotenciària amb funcions especials al Sovnarkom de l'RSS d'Ucraïna a primera línia de front de la zona Denikin.
A partir de 1923, va estar a prop de l'«oposició trotskista» i va signar la declaració dels 46. En aquest context, es diu que fou vigilada pel servei d'intel·ligència.

### Trotskisme, mort i llegat
Bosch va perdre el favor del lideratge format per Ióssif Stalin i Nikolai Bukharin. El 1924 va sucumbir a la desesperació després d'haver-se sentit que Lev Trotski havia estat obligat a renunciar com a líder de l'Exèrcit Roig. A causa de l'exacerbació de les seves malalties cròniques (tuberculosi, asma) i d'un patiment insuportable, Ievhènia Bosch es va suïcidar. Això va passar a Moscou el 5 de gener de 1925. El seu suïcidi es va trobar amb un esforç immediat i deliberat del govern soviètic per suprimir el reconeixement oficial de la seva mort, tot cancel·lant ritus funeraris públics.
| « | Els camarades més rigorosos van argumentar que el suïcidi, tot i que es justificava que fos per la seva malaltia incurable, continuava sent un acte d'indisciplina. A més, en aquest cas, el suïcidi era una prova de tendències opositores. | » |

El pont Ievhènia Bosch, que va existir a Kíiv entre 1925 i 1941, va ser nomenat en el seu honor. El pont va ser construït per Ievhèn Paton sobre la base de les restes del Pont Nicolau, volat per les tropes poloneses en retirar-se durant la guerra poloneso-soviètica del 1920. Molts altres objectes importants a Ucraïna i altres llocs de la Unió Soviètica van portar el seu nom (la major part d'ells van ser reanomenats després del 1991).
La seva filla Olha es va casar amb el revolucionari bolxevic Iuri Kotsiubinski i va donar a llum a Oleg Iúrievitx Kotsiubinski.